# Myrmecophantes albifascia
Myrmecophantes albifascia là một loài bướm đêm trong họ Geometridae.